# Emergencia medioambiental
Una Emergencia ambiental es una catástrofe repentina o un accidente como resultado de factores naturales, tecnológicos o provocados por el hombre, o una combinación de los anteriores, que causa o amenaza con causar graves daños ambientales, así como la pérdida de vidas humanas y propiedades. Este término se usa cada vez más frecuentemente para indicar la relación entre los desastres y el medio ambiente, entendiendo esta como la relación entre los desastres, la vida y salud de los seres humanos y el medio ambiente.

## Contexto
Todos los desastres de esta categoría tienen Impacto ambiental.
Algunos de estos pueden ser inmediatos y amenazantes para la vida - por ejemplo, cuando un terremoto daña una planta industrial, que a su vez libera materiales peligrosos. En tales casos, estos llamados "impactos secundarios" pueden causar tanto daño o más como el factor inicial. Por ejemplo, en enero de 2001, la erupción del volcán del Monte Nyiragongo en la parte oriental de la República democrática del Congo tuvo como resultado una marea de lava que sepultó la ciudad de Goma, y provocó el desplazamiento repentino (y el retorno casi inmediato) de 450.000 personas. El flujo de lava causó pocas muertes. Sin embargo, cuatro días después, los flujos de lava prendieron fuego a una gasolinera. Medio centenar de personas, que habían sobrevivido a la erupción del volcán inicial, resultaron muertos por la explosión resultante de la gasolinera.
Los desastres naturales también pueden tener impacto a largo plazo. Por ejemplo, los desastres naturales puede provocar a largo plazo la gestión de residuos o daños en el ecosistema.

## Las principales conferencias internacionales
El Grupo Consultivo sobre Emergencias Ambientales es un foro único internacional que reúne a los administradores de desastres y expertos en medio ambiente de los gobiernos, las agencias de la ONU, ONGs y la sociedad civil. También proporciona una guía para la Unidad de Medio Ambiente del PNUMA / OCHA, que proporciona una Secretaría para la reunión. La reunión más reciente tuvo lugar en Rosersberg, Suecia, del 13 al 15 de junio de 2007. En esta reunión, la 'Iniciativa Rosersberg' se puso en marcha para potenciar una amplia gama de medidas para abordar las lagunas en el régimen global de respuesta y preparación ante emergencias ambientales.

## Organizaciones Relevantes

### Naciones Unidas
La Unidad conjunta para el medioambiente de la PNUMA/OCHA: La capacidad del PNUMA de respuesta de emergencia está integrada en la División de Servicios de Emergencia de la Oficina de las Naciones Unidas para la Coordinación de Asuntos Humanitarios (OCHA). La Unidad conjunta opera 24 horas al día durante todo el año a petición de los países afectados, debiendo ser llamada como ayuda contra riesgos ambientales para la vida y la salud como consecuencia de los conflictos, desastres naturales y accidentes industriales. Contacto en: http://ochaonline.un.org/ochaunep/ Archivado el 16 de mayo de 2008 en Wayback Machine..
El PNUMA pos-conflictos y la Subdivisión de Gestión de Desastres (PCDMB): El PCDMB lleva el apoyo de la PNUMA a la recuperación temprana mediante la rápida movilización de los equipos de expertos nacionales e internacionales del medio ambiente para llevar a cabo detalladas evaluaciones ambientales sobre la base de investigaciones de campo y análisis de laboratorio. Las evaluaciones tratan de identificar los principales riesgos ambientales para la salud humana, los medios de subsistencia y la seguridad, así como los problemas de capacidad institucional, y recomendar un plan de recuperación ambiental para el equipo de las Naciones Unidas sobre el terreno y sus contrapartes nacionales. Después de la fase de evaluación, PCDMB implementa la creación de capacidades, la diplomacia ambiental y programas de limpieza a petición de los gobiernos anfitriones. Contacto en: http://postconflict.unep.ch.

### Organizaciones no Gubernamentales (ONG)
CARE Internacional: CARE trabaja en el ámbito de la comunidad con los supervivientes de desastres y conflictos, mediante la entrega inmediata de ayuda y la rehabilitación a largo plazo. CARE provee una amplia gama de asistencia, incluyendo alimentos y semillas, herramientas, vivienda temporal, agua potable, saneamiento, atención médica, planificación familiar y salud reproductiva. CARE tiene como objetivo reconstruir los medios de vida y reducir la vulnerabilidad a los desastres a través del uso y manejo sostenible de los recursos naturales. CARE tiene experiencia específica y la capacidad en la conducción de la comunidad basada en las evaluaciones ambientales. https://web.archive.org/web/20200511174921/https://www.care-international.org/.
Centro de Investigación de Riesgos de la Escuela Universitaria de Londres Benfield: El Centro desarrolla investigación de última generación de las amenazas naturales y riesgos, además de colaborar con prácticas e innovaciones del mundo académico a la comunidad de respuesta humanitaria. En particular, el Centro ha desarrollado una herramienta para "Respuesta de Evaluación Rápida del Impacto Ambiental de Desastres (REA, en inglés). La asistencia en tiempo real del REA assistance está disponible en 5 o 7 días, y los expertos pueden permanecer en el campo de estudio por un mes. Actualmente, la información proporcionada por este organismo, a través de su director Bill McGuire es controvertida, en especial la que alude a un posible maremoto ocasionado por actividad volcánica en el archipiélago de las canarias.
Recuperación de Residuos de Desastres (DWR, en inglés): El objetivo de DWR es proporcionar una gestión oportuna de los residuos sólidos y apoyar la protección ambiental a las comunidades afectadas por las emergencias. Trabaja con los principales interesados, variando el apoyo de DWR desde asesoramiento y formación a la ejecución de proyectos. Contacto en: http://www.disasterwaste.org/
Unión Internacional para la Conservación de la Naturaleza(UICN): UICN no es una organización para desastres o de asistencia humanitaria, pero puede jugar un papel importante en el tratamiento de los impactos ambientales, en particular apoyando los esfuerzos para rehabilitar las zonas afectadas.